# 四季青桥站
四季青桥站是一个位于中国北京市海淀区曙光街道与四季青地区交界西四环北路、通汇路、彰化路交叉口，属于北京地铁12号线的地铁车站。

## 车站结构

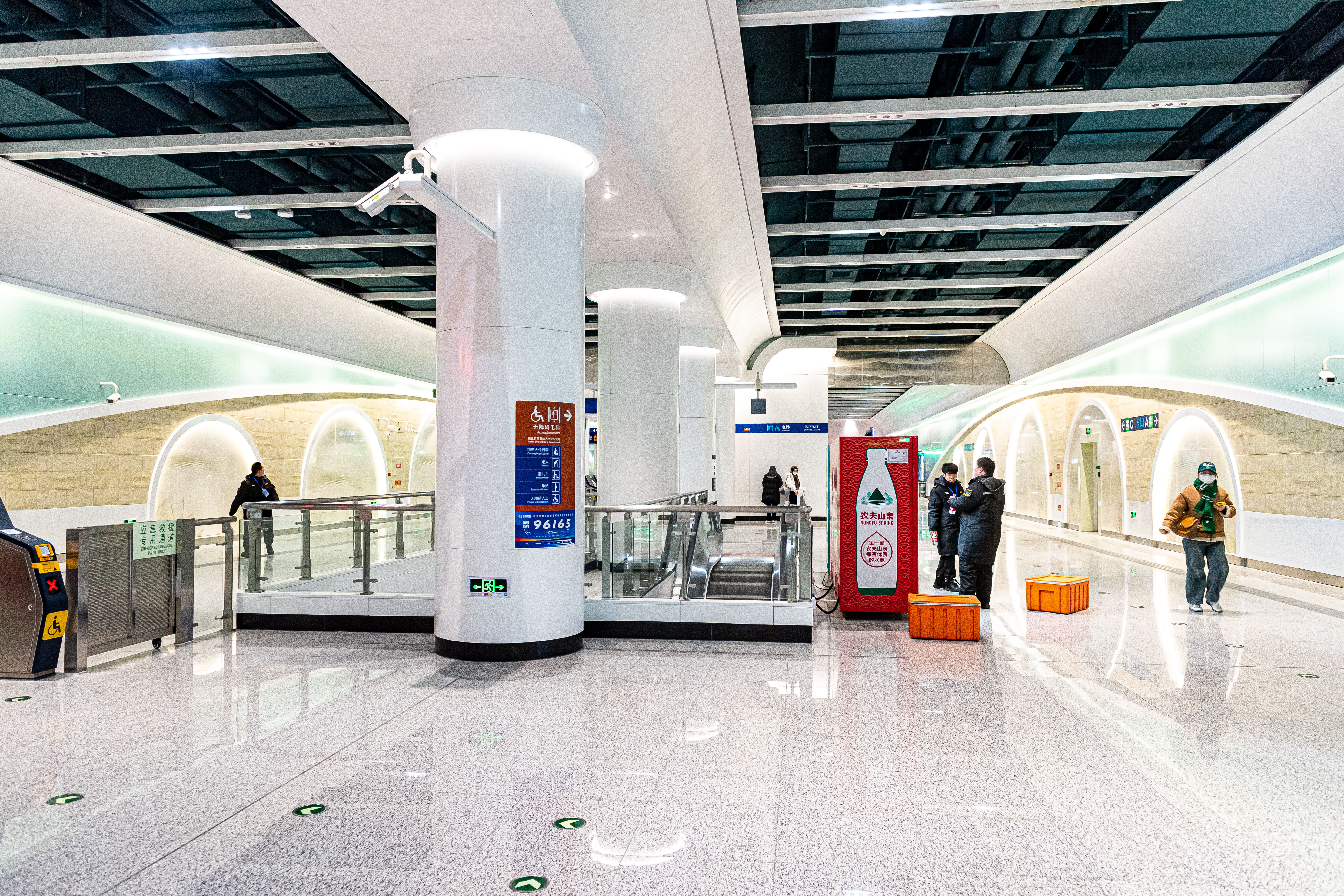
站厅

本站为地下两层单柱双跨岛式车站，采用PBA暗挖工法施工，主体长309米，站台宽12米。本站运营初期采取站前折返措施，故仅使用东侧站台面。
| 地面 |                            | 出入口                           |  |  |
| B1层 | 站厅                       | 客服中心、自动售票机、进出站闸机 |  |  |
| B2层 |                            | 12号线 备用站台，暂不使用        |  |  |
|      | 岛式站台，进站列车右侧开门 |                                  |  |  |
|      |                            | 12号线 往东坝北（蓝靛厂）        |  |  |

## 站名
该站工程名四季青站，2023年7月21日，根据北京地铁12号线车站命名预案公示，将此前公布的四季青站更名为四季青桥站，2023年12月27日北京地铁12号线车站正式名称公布，本站正式名为四季青桥站。

## 历史
2021年10月25日，时任北京市副市长隋振江在该站调研，指出该站地下水位较2017年勘测时回升约11米，对地铁施工安全形成考验。
本站于2024年12月15日随12号线一期开通运营，开通A、C两个出入口。

## 出入口
四季青桥站共设3个出入口，初期仅开通西四环路西侧的2个出入口（A、C），位于西四环路东侧的出入口暂缓开通。
|                       |                    |                                    |      |            |
| 编号                  | 指示               | 建议前往的目的地                   | 图片 | 无障碍设施 |
| 出口 · A · 升降机标志 | 西四环北路         | 金四季购物中心、诸子阶小区         |      |            |
| 出口 · C              | 通汇路、西四环北路 | 首都师范大学附属小学、汤泉逸墅北区 |      | 不適用     |
| 註： 設有             |                    |                                    |      |            |